# 911 a.C.

## Eventos
- Início do reinado de Adadenirari II, considerado o primeiro rei da Assíria no período novo-Assírio. Reinou até 891 a.C.
- Início do reinado de Asa em Judá (começa em 911 a. C. e vai até 870 a. C.)